# Бедрос Папазян
Бедрос Папазян (на арменски: Բեդրոս Փափազյան) е български диригент и виолист от арменски произход.

## Биография
Роден е през 1947 г. От 1970 г. е в състава на Софийска филхармония. Гастролира с филхармонията в Европа, САЩ, Мексико, Япония, Сингапур, Южна Корея, Тайван и Турция. Свири в „Карнеги Хол“ – Ню Йорк, „Кенеди Сентър“ – Вашингтон, „Роял Фестивал Хол“ – Лондон, „Концертгебау“ – Амстердам, „Мюзикферайн“ – Виена, Балшой Театър и зала „Чайковски“ – Москва. Музицира в Берлин, Бон, Рим, Милано, Мадрид, Париж, Атина, Прага, Варшава и много други. През 1981 г. основава ансамбъл „Оркестрал“ – София. С него участва на радеца турнета във Франция, Германия, Австрия, Турция, Гърция, Италия. Основател е и на дамски ансамбъл ”Melody“, вокален ансамбъл „Harmony’, филхармоничен струнен квартет, квартет „Еолина“ и редица други ансамбли и състави. От 2006 г. е диригент и музикален директор на Камерния оркестър на Общоарменския благотворителен съюз.
В периода 1993 – 2000 г. е изпълнителен директор на Софийска Филхармония, а от 2004 до 2008 г. е председател на сдружение „Българо-европейско музикално общество“.
Участва във фестивалите „Варненско лято“, „Аполония“, „Софийски музикални седмици“, „Зимни музикални дни“ – Пазарджик и други. Гостува на симфоничните оркестри на Видин, Пазарджик, Сливен, Камерна опера Благоевград, Симфоничен и камерен оркестър – Ниш.
Записал е компактдиска „Арменска литургия“ от Екмалян, както и маршове за духов и за симфоничен оркестър от Джоузеф Суза, музика за две флейти с музика от Вивалди, Чимароза, Дьовиен, интеграл на концертите от Моцарт за валдхорна, „Реквием“ за 12 контрабаса от Емил Табаков, Коледни арменски църковни песнопения с отец Месроб.
През 2017 г. е отличен с наградата „Златно перо“ за принос към българската култура и изкуство.
Почива на 2 август 2018 г. в София. Погребан е в арменските софийски гробища.